# 利勇
利勇（りゆう、生没年不詳）は、琉球最初の王統・天孫氏を滅ぼしたとされる人物。

## 史記における経歴
『中山世鑑』によると、利勇は天孫氏25代のとき、幼少期より取り立てられて寵愛され、壮年になると国の政治を任され権威をほしいままにしたという。それが高じて、主君から王位を奪うという野心が芽生え、ある日、主君に薬と偽った毒入りの酒を飲ませて殺害し、自ら中山王と称した。この時、浦添按司の尊敦（後の舜天）は、この出来事を知り、義兵を起こし利勇のところへ向かった。尊敦率いる軍の奇襲により、城内の兵士は慌てふためき、蜘蛛の子を散らすように逃げ惑い、中には降参する者もいた。利勇は戦う姿勢を見せたが、尊敦の軍勢を抑えることができず、妻子を刺し殺し、自らの腹を切り絶命した。そして、尊敦は民衆からの推薦により、王となり、舜天王統を築いたとされる。
『中山世譜』によれば、琉球最初の王統とされる天孫氏は、丙午の年に25代まで続いたと記している。東恩納寛惇は、その「丙午」の年は舜天が即位した1187年（淳煕14年）の前年にあたるとし、すなわち1186年（淳煕13年）を天孫氏が滅亡した年としたかと述べている。

## 『椿説弓張月』にみる利勇

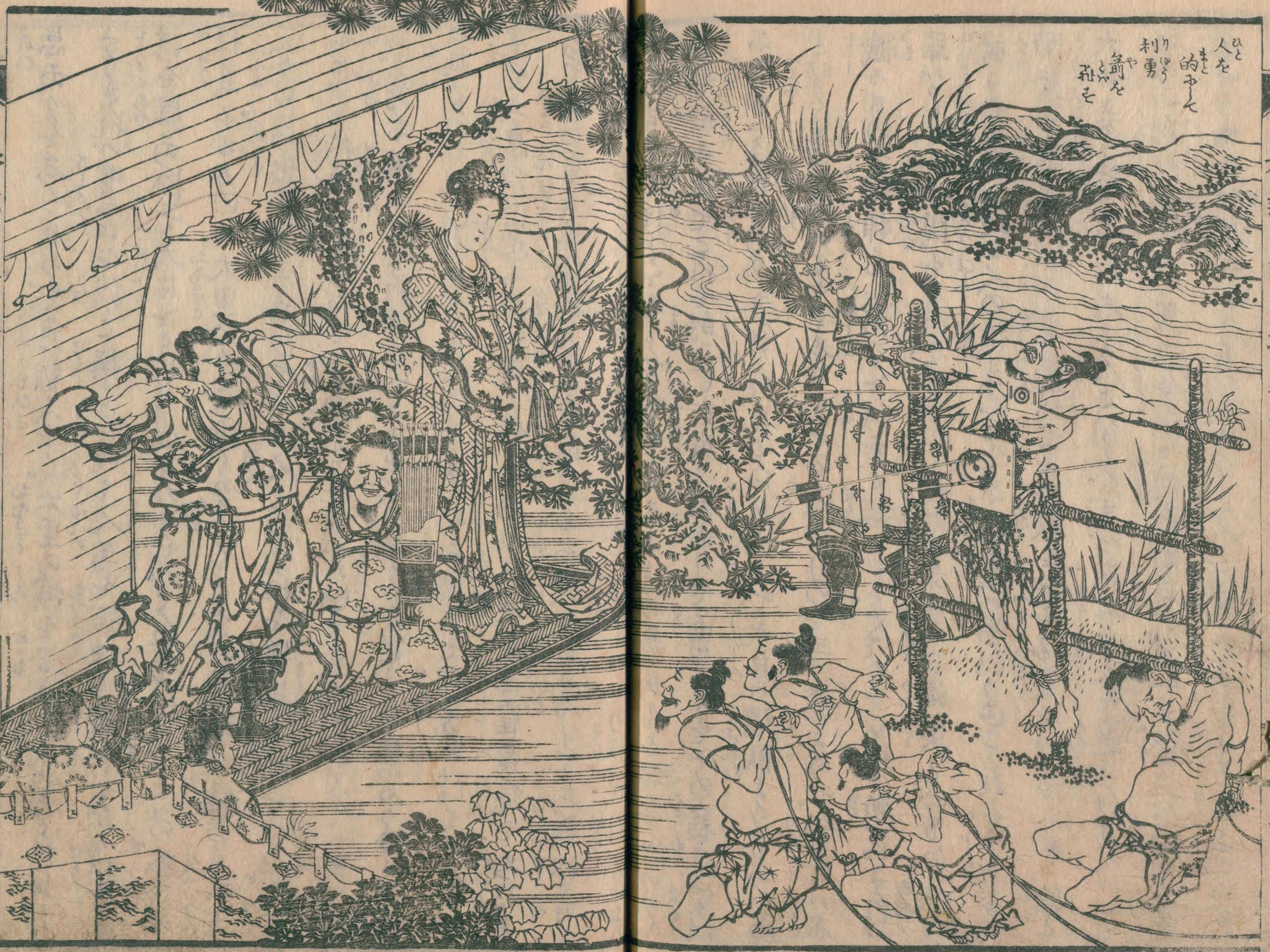
『椿説弓張月』の利勇（左）。弓使いに長け、農民を的にして射ていた。画・葛飾北斎。

『椿説弓張月』に登場する「利勇」という人物は、琉球の国相・「利射（りしゃ）」の甥で、琉球国天孫氏25代の王「尚寧王」から政権を奪った。彼は、そのいとこで「尚寧王」の妃・「中婦君（ちゅうふきみ）」と共に国政を執ったが、「曚雲（もううん）」という妖僧に「尚寧王」と「中婦君」は殺害され、「利勇」は南風原へ逃亡、「陶松寿（とうまつじゅ）」を軍師にして「曚雲」討伐の機会をうかがっていた。しかし、「陶松寿」と琉球に渡った「為朝」らは、殺された「毛国鼎（もうこくてい）」の子供である「鶴・亀」兄弟に父の敵として、「利勇」を討たせた。
曲亭馬琴作の『椿説弓張月』は、特に、1765年（明和2年）に出版された徐葆光著『中山伝信録』の和刻本と、それを読みやすく抜き出して書き直した森島中良の『琉球談』（1790年〔寛政2年〕）の2つから、登場人物のモデルを多く採用している。前述した『椿説弓張月』に登場する「利勇」は、天孫氏25代を滅亡させた利勇がモデルであるが、作中における最大の敵は彼ではなく、馬琴が作り上げた「曚雲」である。琉球の血を排除した「舜天丸（すてまる）」が王位に就き、また、為朝が「曚雲」を倒した後に「帰郷（作中では霊に迎えられ雲の中へ消失）」するという『中山世鑑』と異なる設定をしているのは、『椿説弓張月』が大和による琉球征服を主題にしているからである。